# Skoki do wody na Mistrzostwach Świata w Pływaniu 2019 – trampolina 3 m synchronicznie par mieszanych
Trampolina 3 m synchronicznie par mieszanych – jedna z konkurencji rozgrywanych w ramach skoków do wody, podczas mistrzostw świata w pływaniu w 2019. Zawody w tej konkurencji rozegrano 20 lipca, udział w nich brało 18 duetów.
Zwycięzcami konkurencji okazali się reprezentanci Australii Matthew Carter i Maddison Keeney. Drugą pozycję zajęli zawodnicy z Kanady François Imbeau-Dulac i Jennifer Abel, trzecią zaś reprezentujący Niemcy Lou Massenberg i Tina Punzel.

## Wyniki
| Miejsce | Zawodnicy                                | Państwo           | Wynik  |
| ------- | ---------------------------------------- | ----------------- | ------ |
| 01 !    | Matthew Carter Maddison Keeney           | Australia         | 304,86 |
| 02 !    | François Imbeau-Dulac Jennifer Abel      | Kanada            | 304,08 |
| 03 !    | Lou Massenberg Tina Punzel               | Niemcy            | 301,62 |
| 4.      | Tom Daley Grace Reid                     | Wielka Brytania   | 298,47 |
| 5.      | Briadam Herrera Maria Coburn             | Stany Zjednoczone | 295,95 |
| 6.      | Osmar Oliveira Dolores Hernández         | Meksyk            | 288,30 |
| 7.      | Stanisław Oliferczyk Wiktorija Kesar     | Ukraina           | 282,84 |
| 8.      | Sebastián Villa Diana Pineda             | Kolumbia          | 279,87 |
| 9.      | Anton Down-Jenkins Elizabeth Cui         | Nowa Zelandia     | 274,80 |
| 10.     | Siergiej Nazin Kristina Iljinych         | Rosja             | 273,24 |
| 11.     | Muhammad Syafiq Puteh Nur Dhabitah Sabri | Malezja           | 271,29 |
| 12.     | Oliver Dingley Clare Cryan               | Irlandia          | 266,49 |
| 13.     | Maicol Verzotto Elena Bertocchi          | Włochy            | 261,60 |
| 14.     | Vinko Paradzik Emma Gullstrand           | Szwecja           | 253,62 |
| 15.     | Kim Ji-wook Kim Su-ji                    | Korea Południowa  | 249,90 |
| 16.     | Luis Moura Tammy Takagi                  | Brazylia          | 249,30 |
| 17.     | Donato Neglia Alison Maillard            | Chile             | 242,64 |
| 18.     | Mohab Ishak Maha Amer                    | Egipt             | 112,50 |